# Tutaj

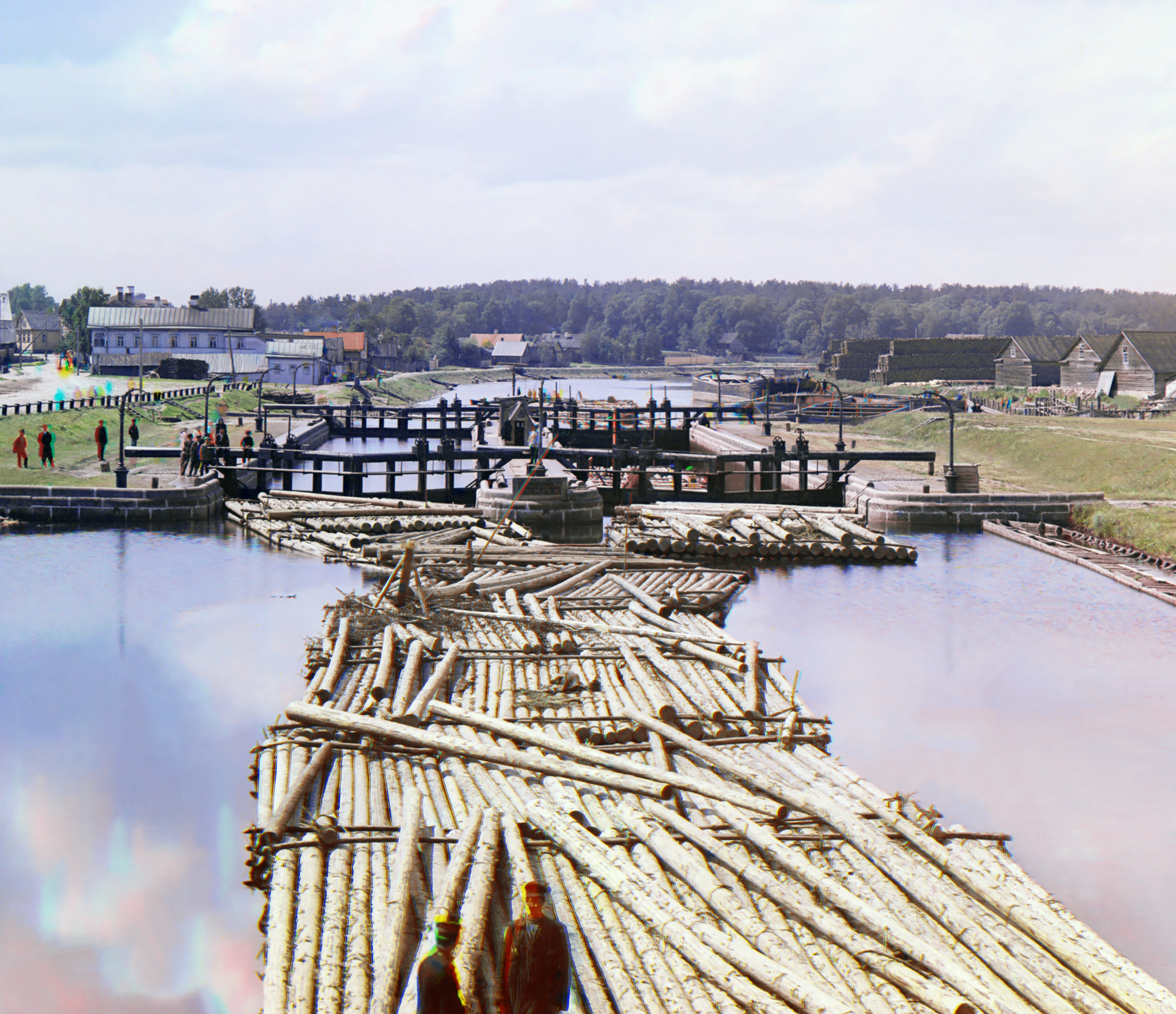
Tutajok a Nagy Péter Csatornán 1909-ben (Oroszország)

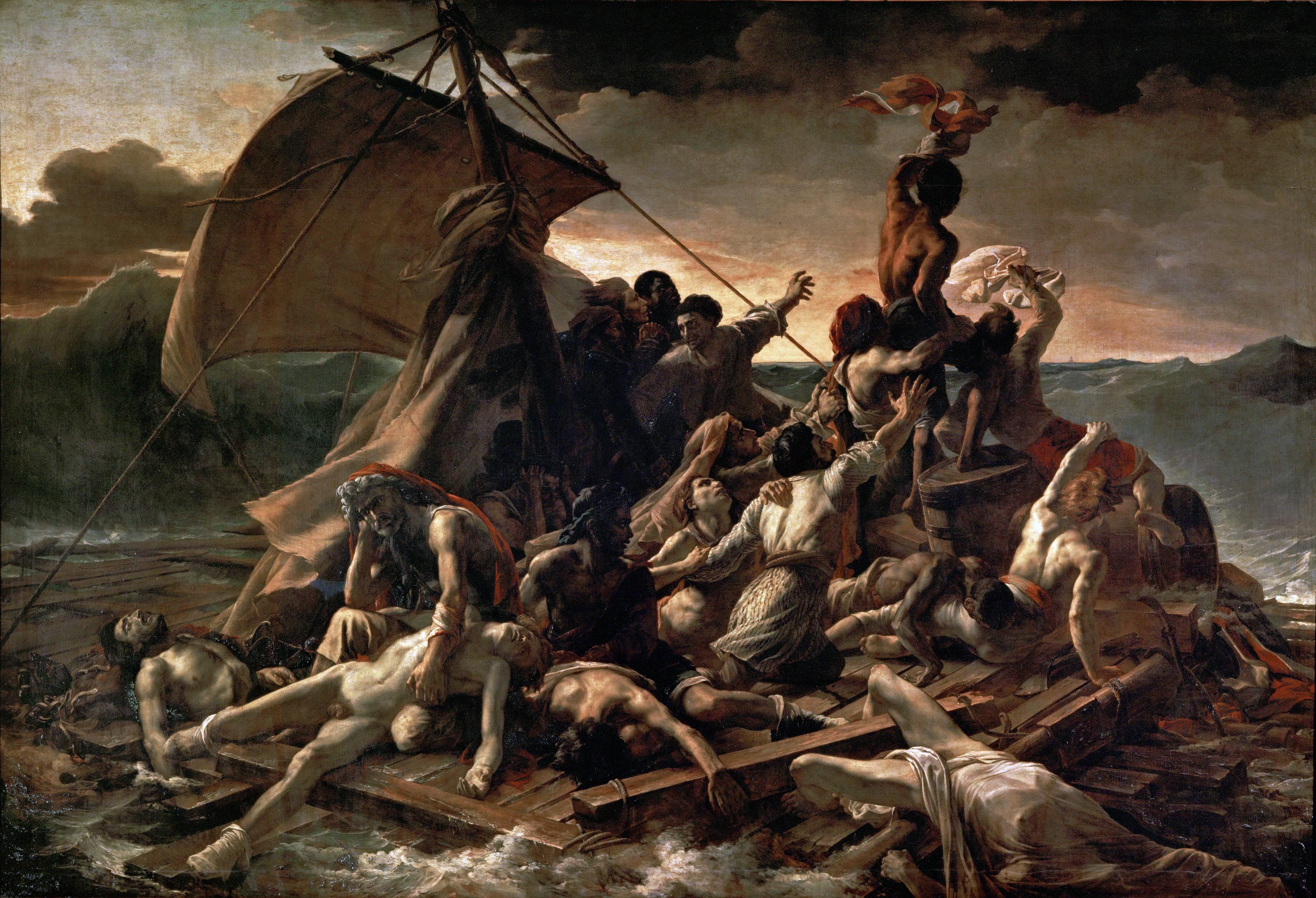
Théodore Géricault: A Medúza tutaja (1819), Louvre, Párizs

A tutaj közel azonos vastagságú és hosszúságú szálfákból összeállított lapos, vízen úsztatható, de elég nehézkesen irányítható egyszerű vízi jármű. Alaptípusa saját meghajtással nem rendelkezik, csak a folyó vizének áramlása/sodra mozgatja. Lényegében a beleépített fatörzsek vízi szállítására (leúsztatására) használatos. Alkalmaztak másfajta, speciális tutajokat sószállításra, sőt katonaság szállítására is olcsóságuk és egyszerű elkészíthetőségük miatt.
Használatukat a gyorsabb és modernebb szállítási módok, valamint a folyókra telepített műtárgyak elterjedése visszaszorította. A tutajosság korábban sajátos munka- és életformát, és különleges szakértelmet igényelt. Például az ivóvizet a folyóvíz habkőből vagy homokkőből készült, "szűrőkövön" történt átszűrésével állították elő. Ezek emlékei ma már többnyire csak a néprajzi múzeumokban, és leírásokban illetve regényekben maradtak fenn. Bár szerveztek tudományos expedíciót is hagyomány típusú tutajon a Tiszán.
Tágabb értelemben ma tutajnak nevezünk minden lapos vízi járművet is (pl. mentőtutaj stb.). Egy ilyen, szükségből összetákolt mentőtutaj esete ihlette meg a jeles francia romantikus festőt, Jean Louis Théodore Géricault-t is.